# Кобелиці (Куявсько-Поморське воєводство)
Кобелиці (пол. Kobielice) — село в Польщі, у гміні Закшево Александровського повіту Куявсько-Поморського воєводства.
Населення — 87 осіб (2011).
У 1975-1998 роках село належало до Влоцлавського воєводства.

## Демографія
Демографічна структура станом на 31 березня 2011 року:
|          | Загалом | Допрацездатний вік | Працездатний вік | Постпрацездатний вік |
| -------- | ------- | ------------------ | ---------------- | -------------------- |
| Чоловіки | 39      | 13                 | 23               | 3                    |
| Жінки    | 48      | 18                 | 21               | 9                    |
| Разом    | 87      | 31                 | 44               | 12                   |